# 乐父衎
乐父衎（？—？），子姓，名衎，字樂父，是宋戴公的儿子 ，宋武公的弟弟。他是后来戴族中乐氏的先祖，乐喜、乐祁都是他的后裔。

## 子孙
- 子：乐泽，字硕甫，又作石甫願繹
  - 孙：乐须，又作乐傾，字夷甫（夷父）
    - 曾孙：乐吕，又作乐克（東鄉克），大司寇[2]
      - 玄孙：乐曹（西鄉士曹）[1]
        - 五世孙：乐喜，字子罕[3][4]

  - 孙：乐季甫
    - 曾孙：乐仆伊
    - 曾孙：乐豫[5]